# Athen-Nord (Regionalbezirk)
Der Regionalbezirk Athen-Nord (griechisch Περιφερειακή Ενότητα Βόρειου Τομέα Αθηνών Periferiakí Enótita Vóriou Toméa Athinón) ist einer von acht Regionalbezirken der griechischen Region Attika. Er wurde anlässlich der Verwaltungsreform 2010 aus zahlreichen nördlichen Vorstadtgemeinden Athens im Präfekturbezirk Athen gebildet. Proportional zu seinen 601.163 Einwohnern entsendet das Gebiet 13 Abgeordnete in den attischen Regionalrat, hat aber keine weitere politische Bedeutung als Gebietskörperschaft. Er gliedert sich in die Gemeinden Agia Paraskevi, Chalandri, Cholargos-Papagos, Filothei-Psychiko, Iraklio, Kifisia, Marousi, Metamorfosi, Nea Ionia, Pefki-Lykovrysi, Pendeli und Vrilissia.